# Plaza de Mayo (subte de Buenos Aires)
Plaza de Mayo es la terminal este de la línea A del Subte de Buenos Aires. Se encuentra ubicada debajo de la plaza del mismo nombre, en el eje cívico y financiero de la ciudad.
Esta estación formó parte del primer tramo de la línea inaugurado el 1° de diciembre de 1913, entre la misma y la estación Plaza Miserere. 
Desde esta estación se realiza el enlace con la Cochera Catedral de la línea D.

## Ubicación
Está ubicada de forma transversal a la plaza, en la esquina sudeste, cercana a la intersección de las calles Hipólito Yrigoyen y Balcarce, extendiéndose hasta Defensa, en el barrio porteño de Monserrat. 
Es una estación concurrida al ser la cabecera de la línea y estar plantada en el centro histórico de Buenos Aires. 

## Hitos urbanos
La lista es parcial:
- Plaza de Mayo
- Casa Rosada
- Ministerio de Economía
- Colegio Nacional de Buenos Aires
- Catedral Metropolitana

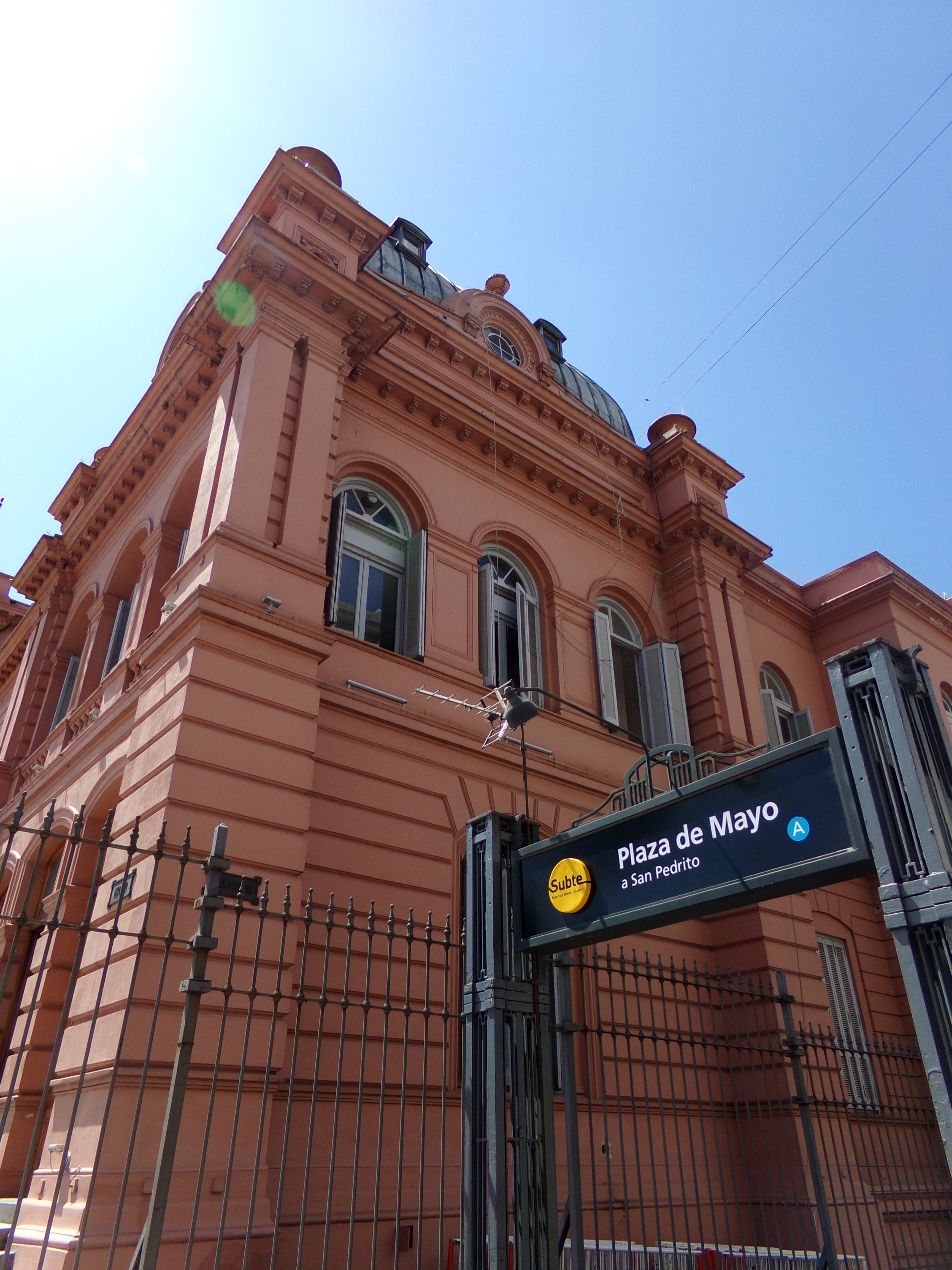
Boca de acceso a la estación junto a la Casa Rosada.

- Jefatura de Gobierno de la Ciudad de Buenos Aires
- Cabildo de Buenos Aires
- Secretaría de Inteligencia (ex SIDE)
- Museo Casa Rosada
- Edificio Unión Telefónica
- Legislatura de la Ciudad de Buenos Aires
- Manzana de las Luces
- Puerto Madero

## Historia
La Plaza era, en la época colonial, la Plaza Mayor en torno a la que se formó la ciudad, siendo siempre centro de reclamo popular. 
El 15 de abril de 1953 la estación fue seriamente dañada por el estallido de una bomba colocada en uno de sus accesos. En la plaza se llevaba a cabo un acto de la CGT en el cual el presidente Juan Domingo Perón estaba dando un discurso. 
En los revestimientos de granito de la fachada del Ministerio de Economía, muy cerca de la salida del subte, se encuentran los únicos signos del bombardeo de la Plaza de Mayo del 16 de junio de 1955, que dejó más de 300 muertos. 
En 1997 esta estación fue declarada monumento histórico nacional.
La Plaza fue asimismo uno de los epicentros de los cacerolazos ocurridos en diciembre de 2001.

## Imágenes

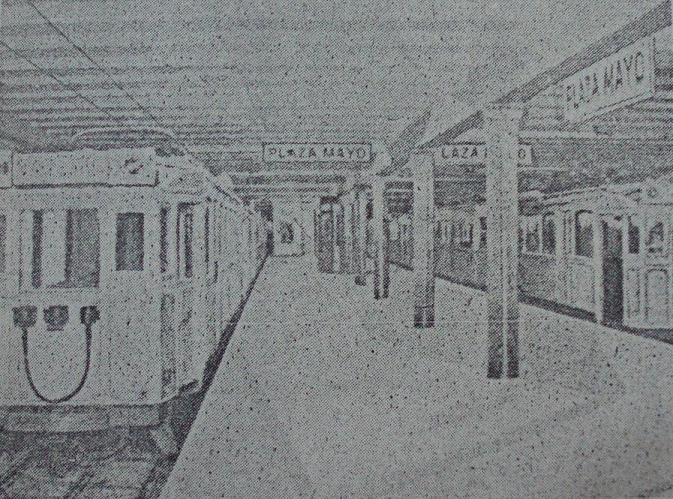
Plaza Mayo en 1913
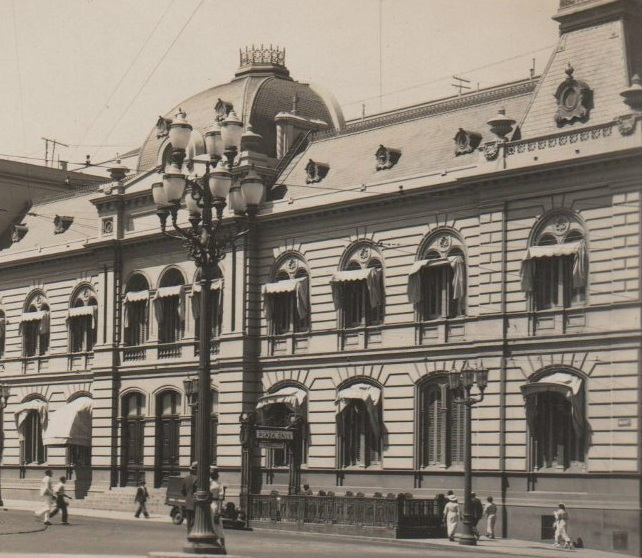
Posición original de la entrada junto a la Casa Rosada.
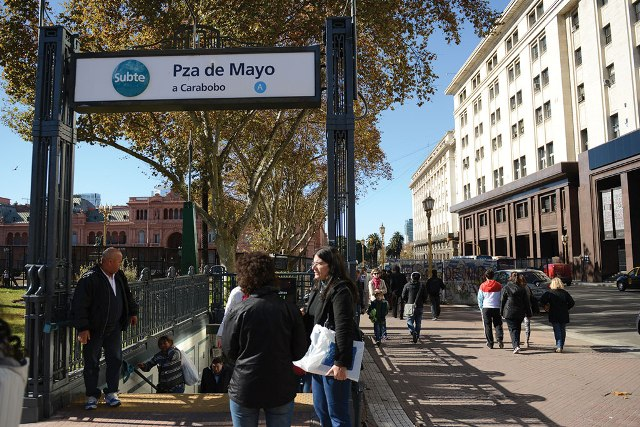
Entrada desde la plaza
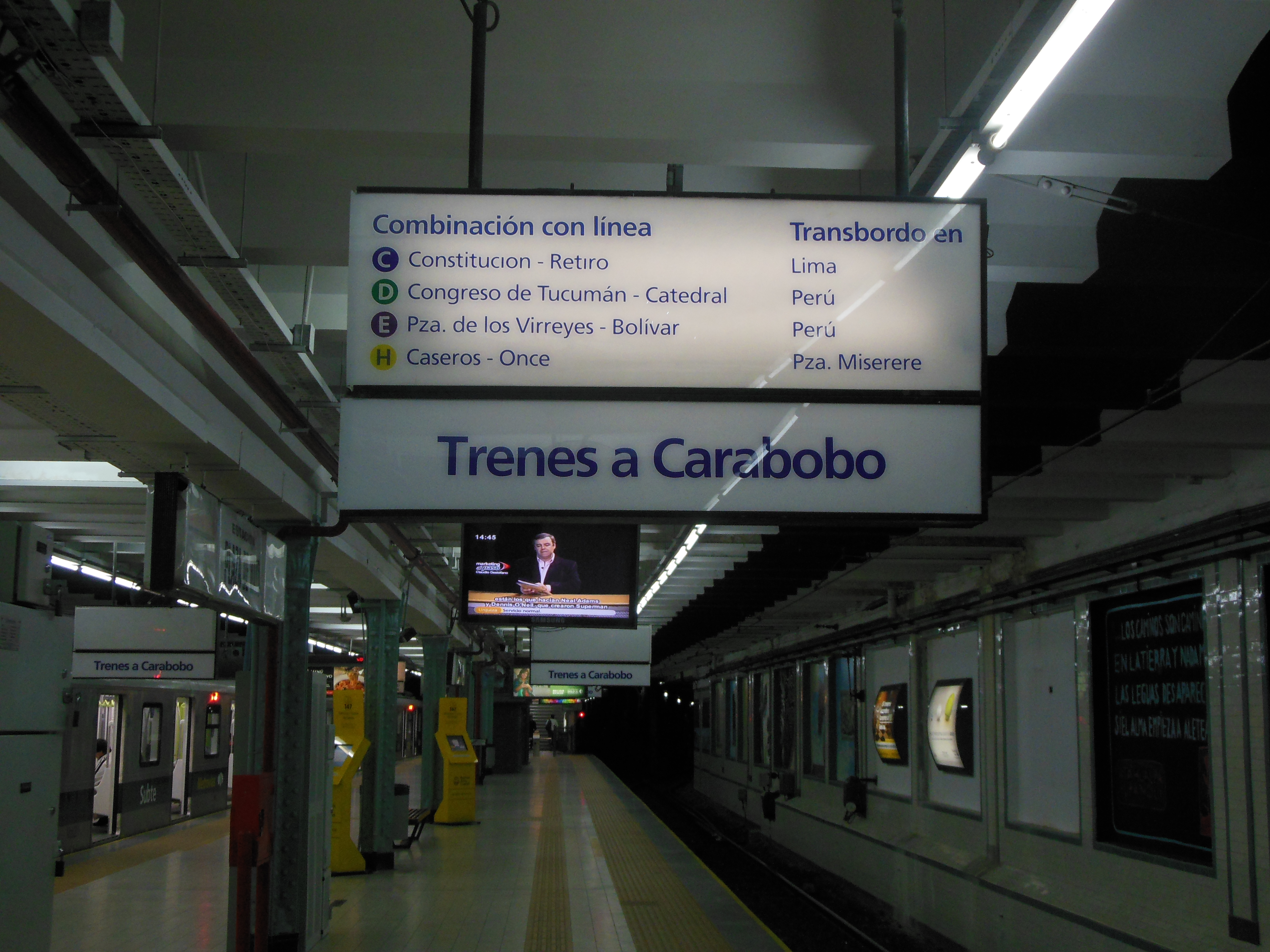
Cartel informativo
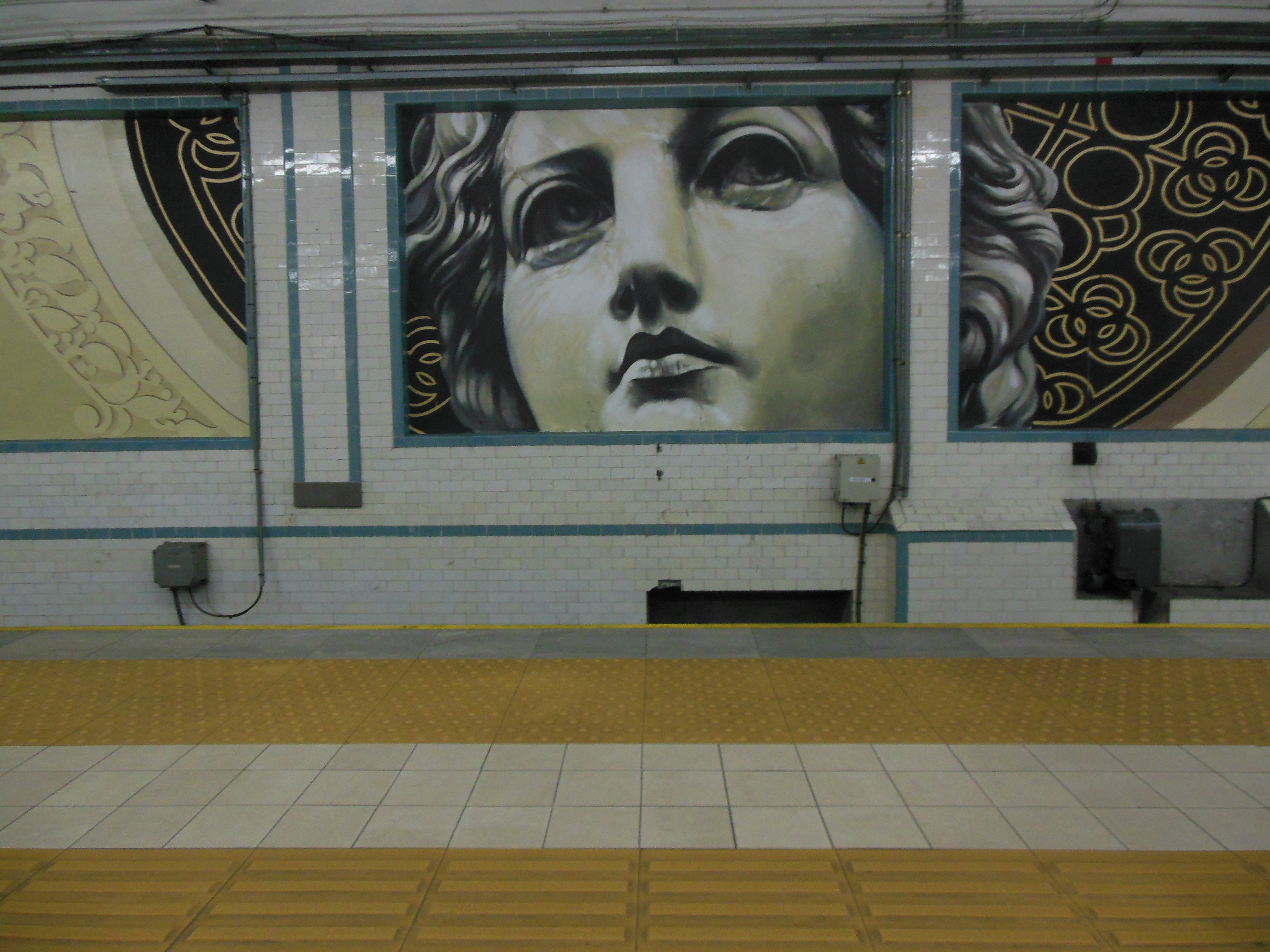
Nuevo mural del 2013
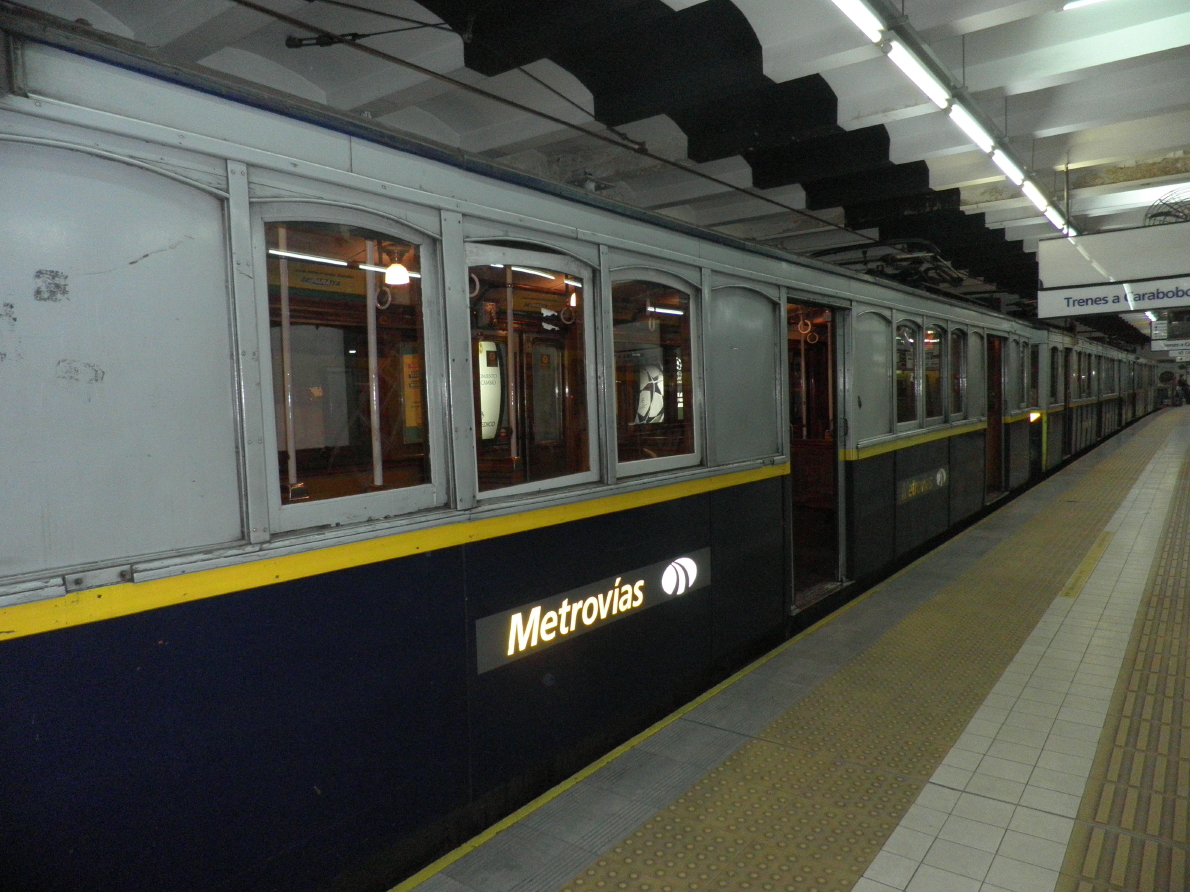
Coche original
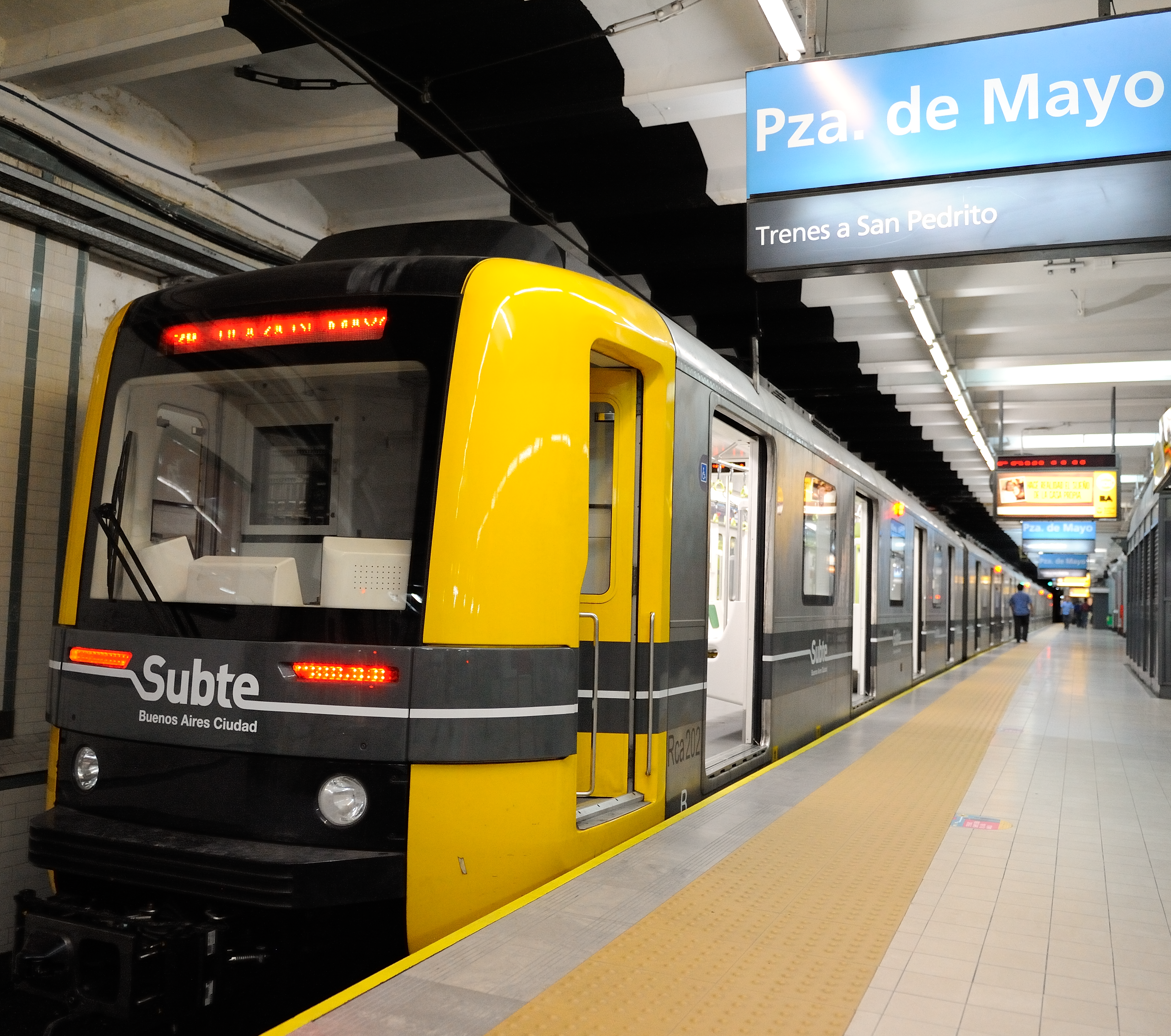
Coche actual